# Einserkanaal
Het Einserkanaal (Duits: Einser-Kanal of Einserkanal, Hongaars: Hansági-főcsatorna) is een in tussen 1895 en 1909 gegraven afvoerkanaal dat loopt door Hongarije. Het kanaal loopt van het Neusiedler Meer naar de Rábca. Het Einserkanaal loopt alleen op Hongaars grondgebied, maar wel een klein gedeelte parallel aan de grens tussen Hongarije en Oostenrijk. Het kaarsrechte Einserkanaal heeft geleid tot een verlaging van het zoutgehalte en tegelijkertijd een toename van het riet in Neusiedler Meer.

## Loop

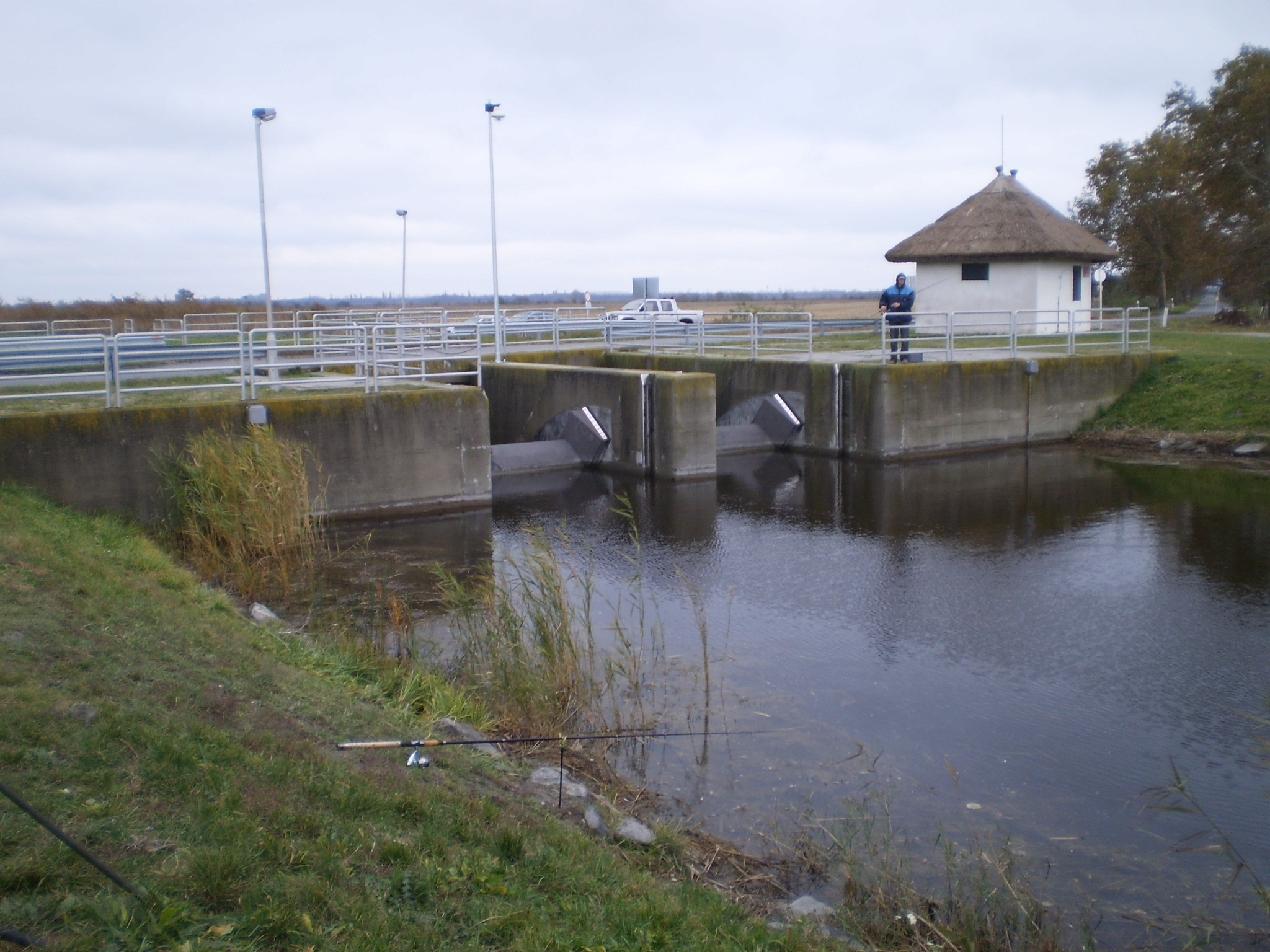
De stuw die het debiet van het Einserkanaal reguleert

Het Einserkanaal begint haar loop in het Hongaarse gedeelte van het Neusiedler Meer, vlak bij Pamhagen. Bij de eerste kilometer van het tracé bevindt zich er een stuw die het debiet en tegelijkertijd de waterstand van het Neusiedler Meer reguleert. Dit heeft echter weinig impact op de waterstand van het meer, aangezien maar 10% van al het water uit het Neusiedler Meer in het Einserkanaal terechtkomt. De rest van al het water (90%) verdampt. Vervolgens loopt het kanaal door en blijft het hele verloop op Hongaars grondgebied. Hierna loopt het wel parallel aan de grens met Oostenrijk, maar blijft echter nog steeds op Hongaars grondgebied. In dit grensgebied krijgt het ondertussen ook het water van veel zijriviertjes te verwerken. Ook zijn er in dit gedeelte van de loop veel bruggen; waarvan de Brug van Andau, Eisenbahnbrücke, de Grenzbrücke en de Baron Gustav Bergbrücke de belangrijkste zijn. Vervolgens buigt de grens zich af van het Einserkanaal en begint het Einserkanaal volledig door Hongarije te lopen. Kort hierna komt het uit in de Rábca.

## Zijrivieren

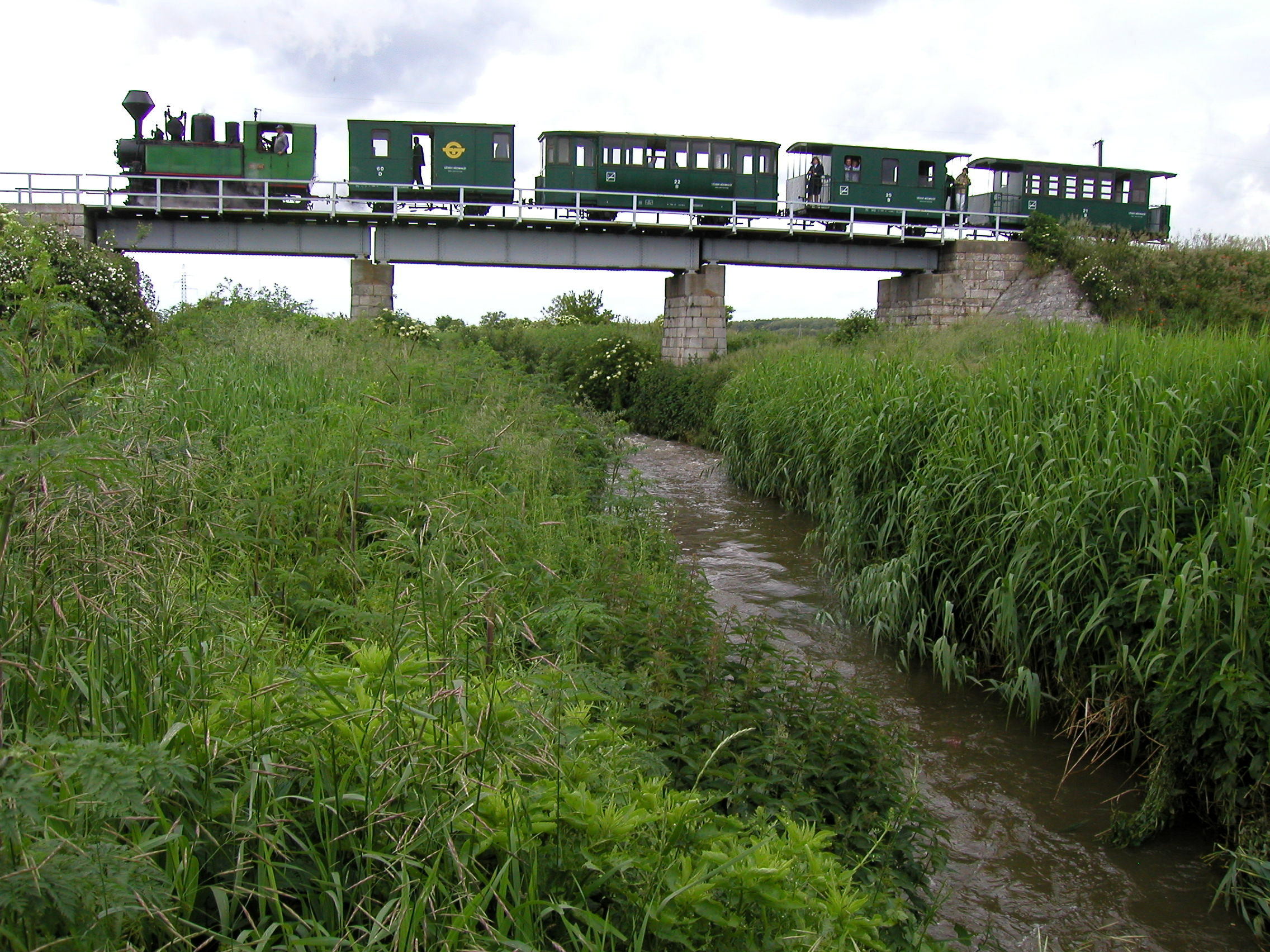
De Ikva, een van de belangrijkste zijriviertjes van het Einserkanaal

Het Einserkanaal heeft veel zijriviertjes in haar stroomgebied, waarvan deze de voornaamste zijn:
- Ikva
- Homok-Sarródi-csatorna
- Határárok
- Kis-Répce
- Békés-csatorna
- Bardacs-Császárréti-csatorna
- Budics-csatorna
- Somorjai-övcsatorna
- Torfkanal
- Hottergraben
- Tadten-Dammweg
- Hauptgraben
- Herrschaftsgraben
- Loblergraben
- Tőzeggyári II.-csatorna

## Overstromingen in 2014
Anno 2014 werd er door hoge waterstand in het Neusiedler Meer een gebied van 2000 hectare een halve meter onder water gezet. Dit kwam doordat er op verschillende plekken een aantal dijken (die langs het Einserkanaal gelegen zijn) waren doorgebroken. Alleen al in Oostenrijk kwamen verschillende dorpen zoals Pamhagen, Wallern im Burgenland, Tadten en Andau (gedeeltelijk) onder water te staan.